# Wassili Jegorowitsch Afonin
Wassili Jegorowitsch Afonin (russisch Василий Егорович Афонин; * 3. September 1939 in Schirnowka, Oblast Nowosibirsk, Sowjetunion; † 8. Dezember 2021 in Tomsk) war ein sowjetisch-russischer Schriftsteller. Er stammte aus einer Bauernfamilie und seine Werke handeln oft vom Leben und den Menschen im Dorf und ihren Problemen. Ab den 1970er Jahren spielen seine Geschichten auch in der Stadt und drehen sich um Städter.

## Leben und Werk
Mit 15 ging Wassili Afonin von der Schule ab und arbeitete unter anderem als Mechaniker, Elektriker, Stauer und Viehhirt. 1966 schloss er die zehnjährige Oberschule ab. Er studierte in Odessa Jura und hatte 1971 wegen einer fünfzehnminütigen Rede zur Unterstützung Solschenizyns Schwierigkeiten, sein Studium abzuschließen. Als in der Universitätsbibliothek dessen Schrift Ein Tag im Leben des Iwan Denissowitsch ausgesondert und zerrissen wurde, versteckte Afonin ein Exemplar unter seiner Matratze im Studentenwohnheim. Er wurde denunziert und das Buch wurde bei einer Durchsuchung gefunden.
Afonin absolvierte Kurse am Maxim-Gorki-Literaturinstitut und arbeitete als Lehrer, Journalist und Bibliothekar. Seine ersten literarischen Werke veröffentlichte er ab 1972: u. a. die Erzählung W tom kraju, ein Stück Dorfprosa, das ein Kritiker als „starke, klare Stimme“ („крепкий, чистый голос“) beurteilte. Afonin übersiedelte 1974 nach Tomsk im Süden Russlands. 1976 wurde er Mitglied im Schriftstellerverband der UdSSR.
In seinem bekanntesten Werk Im Moor (1978) erzählt Afonin die Geschichte der beiden Brüder Michail und Semjon im Dorf Jura in Sibirien. Während Semjon während des Krieges in Jura blieb, dort Ansehen und eine hohe Stellung gewinnen konnte, war Michail im Krieg und steht ohne Mittel dar. Als Michail zurückkehrt, ist sein Bruder in das Moor gegangen, um Moosbeeren zu sammeln. Auch Michail geht in das Moor. Er findet die Beeren, die sein Bruder nicht fand, weil er sich einen Fuß verstaucht hatte. Es kommt zum Konflikt zwischen den Brüdern – einer von ihnen greift zur Flinte.
Mit sparsamsten Mitteln schafft es Afonin, eine Geschichte zu schaffen, die so dicht ist, dass nichts fortgelassen werden kann. Gleichzeitig wird der Leser in eine Geschichte einbezogen, die bei aller Einfachheit komplex ist und vom mitteleuropäischen Städter des 21. Jahrhunderts nachvollzogen wird. Sie ist, so schreibt der Literaturexperte Wolfgang Kasack, somit „allgemeingültig“.

## Werke
- W tom kraju (russisch „В том краю“) (Am Ende), Наш современник (Unsere Moderne) 1972, 11.
- Posledniaia osen (russisch „Последняя Осень - повести рассказы“) (Letzten Herbst: Erzählungen), Moskau, Современник (Zeitgenössischer Verlag), 1976.
- Na bolotach (russisch „На болотах“) (Im Moor) Юность (Jugend), 1978, Nr. 7.
- Kljukwa jagoda (russisch „Клюква ягода“) (Moosbeeren – Romane und Erzählungen), Moskau, Молодая гвардия (Die Junge Garde), 1979.
- Tjotja Fenja (russisch „Тетя Феня“) (Tante Fenja) Дружба народов (Völkerfreundschaft) 1979, Nr. 12.
- Igra w laptu – Rasskazy (russisch „Игра в лапту - Рассказы“) (Das Spiel der Allrounder – Erzählungen), Moskau, (Verlag Sowjetischer Schriftsteller), 1981.
- Pisma is Jurgi – povesti (russisch „Письма из юрги“) (Briefe von Jurga), Moskau, 1984.
- Wetschera – rasskasy i powesti (russisch „Вечера: рассказы и повести“) (Abende – Erzählungen und Kurzgeschichten), Moskau, Современник (Zeitgenössischer Verlag), 1984.
- Polenniza – rasskasy (russisch „Поленница - рассказы“) (Holzstapel – Erzählungen), Tomsk, Мосэнерго (Mosenergo), 1985.
- Tschistye plësy – powesti i rasskasy (russisch „Чистые плесы“) (Nicht erreicht – Romane und Kurzgeschichten), Moskau, Молодая гвардия (Die Junge Garde), 1986.
- Podsolnukchi – povwesti, rasskasy (russisch „Подсолнухи“) (Sonnenblumen – Romane und Kurzgeschichten), Moskau, Советский Писатель (Verlag Sowjetischer Schriftsteller) 1989.
- Poka tekut reki – chronika sibirskoi schizsni (russisch „Пока текут реки: хроника сибирской жизни“) (Solange die Flüsse fließen: Chronik sibirischen Lebens), Tomsk, 1998.
- Odnaschdy Nawsegda (russisch „Однажды навсегда“) (Einmal für immer, Roman), 1999.
- Dom na cholme (russisch „Дом на холме“) (Das Haus auf dem Hügel – Erzählungen), Tomsk, Красное знамя (Rote Fahne), 2002.
- Im Moor. Aus dem Russischen von Wolfgang Kasack. Edition Suhrkamp Neue Folge 96, Frankfurt am Main, 1979, ISBN 3-518-11096-9.
- Abschied der Slawin. In: Sowjetliteratur 1990, S. 3–19.
- Studie mit Vogel. In: Weiße Städte. Sibirische Erzählungen der Gegenwart. Hrsg. und Nachwort von Rosemarie Tietze 1991, S. 77–82.